# Hybris (album)
Hybris – debiut studyjny szwedzkiej grupy progresywnej Änglagård, wydany w 1992 roku przez Mellotronen.

## Lista utworów
Opracowano na podstawie materiału źródłowego.
Muzykę skomponował i zaaranżował Änglagård, słowa napisał Tord Lindman.
| Nr | Tytuł utworu                 | Długość |
| -- | ---------------------------- | ------- |
| 1. | „Jordrök”                    | 11:10   |
| 2. | „Vandringar i vilsenhet”     | 11:56   |
| 3. | „Ifrån klarhet till klarhet” | 8:08    |
| 4. | „Kung Bore”                  | 13:04   |
|    |                              | 44:18   |

Utwór dodatkowy zamieszczany na wznowieniach płyty (Mellotronen 2000, Exergy 2003, Änglagård Records 2009, Arcàngelo 2013):
| Nr | Tytuł utworu               | Długość |
| -- | -------------------------- | ------- |
| 1. | „Gånglåt från Knapptibble” | 7:19    |
|    |                            | 7:19    |

## Twórcy
Opracowano na podstawie materiału źródłowego.
Muzycy:
- Tord Lindman – śpiew, gitary
- Thomas Johnson – organy Hammonda, melotron, keyboardy
- Johan Högberg – gitara basowa, efekty melotronowe
- Anna Holmgren – flet
- Jonas Engdegård – gitary
- Mattias Olsson – perkusja, instrumenty perkusyjne

Produkcja:
- Änglagård – produkcja muzyczna, miksowanie
- Roger Skogh – produkcja muzyczna, miksowanie, inżynieria dźwięku
- Göran Stenberg – ilustracja na okładce
- Anders Johansson – projekt oprawy graficznej